# 3947 Swedenborg
3947 Swedenborg eller 1983 XD är en asteroid i huvudbältet som upptäcktes den 1 december 1983 av den amerikanske astronomen Edward L.G. Bowell vid Anderson Mesa Station. Den är uppkallad efter den svenske vetenskapsmannen Emanuel Swedenborg.
Asteroiden har en diameter på ungefär 15 kilometer.